# 圣马太堂 (科尔马)
科尔马圣马太堂（法语：Église Saint-Matthieu de Colmar）原为方济各会教堂，现为新教教堂，位于法国阿尔萨斯上莱茵省科尔马的格兰德街（Grand-Rue），现已公布为一处法国历史遗迹。
由于其卓越的音质，它每年都举办国际音乐节。

## 历史
这座原方济各会教堂的中殿建于1292年。
由于宗教改革，这座建筑于1575年交给新教徒。1627年至1632年间，耶稣会禁止路德宗，当时瑞典国王的将军古斯塔夫•霍恩（Gustaf Horn）占领科尔马，将其赶走。
1715年，法国国王下令在中殿和唱诗班席之间修建拱门。1937年唱诗班归还给新教徒，但隔离墙直到1987年才被拆除。
中殿在1991年至1997年期间进行了修复。.
1948年11月2日，这座古老的教堂公布为法国历史遗迹。

## 建筑
当时的建筑，只剩下小堂（chapelle），专门用于新教礼拜。唱诗班席长30米、高23米，中殿长43米，两个侧廊为信徒保留，与唱诗班席隔开一个jubé 。
巨大的管风琴是戈特弗里德·西尔伯曼于1731年创作的作品，1986年9月23日公布为法国历史遗迹，.

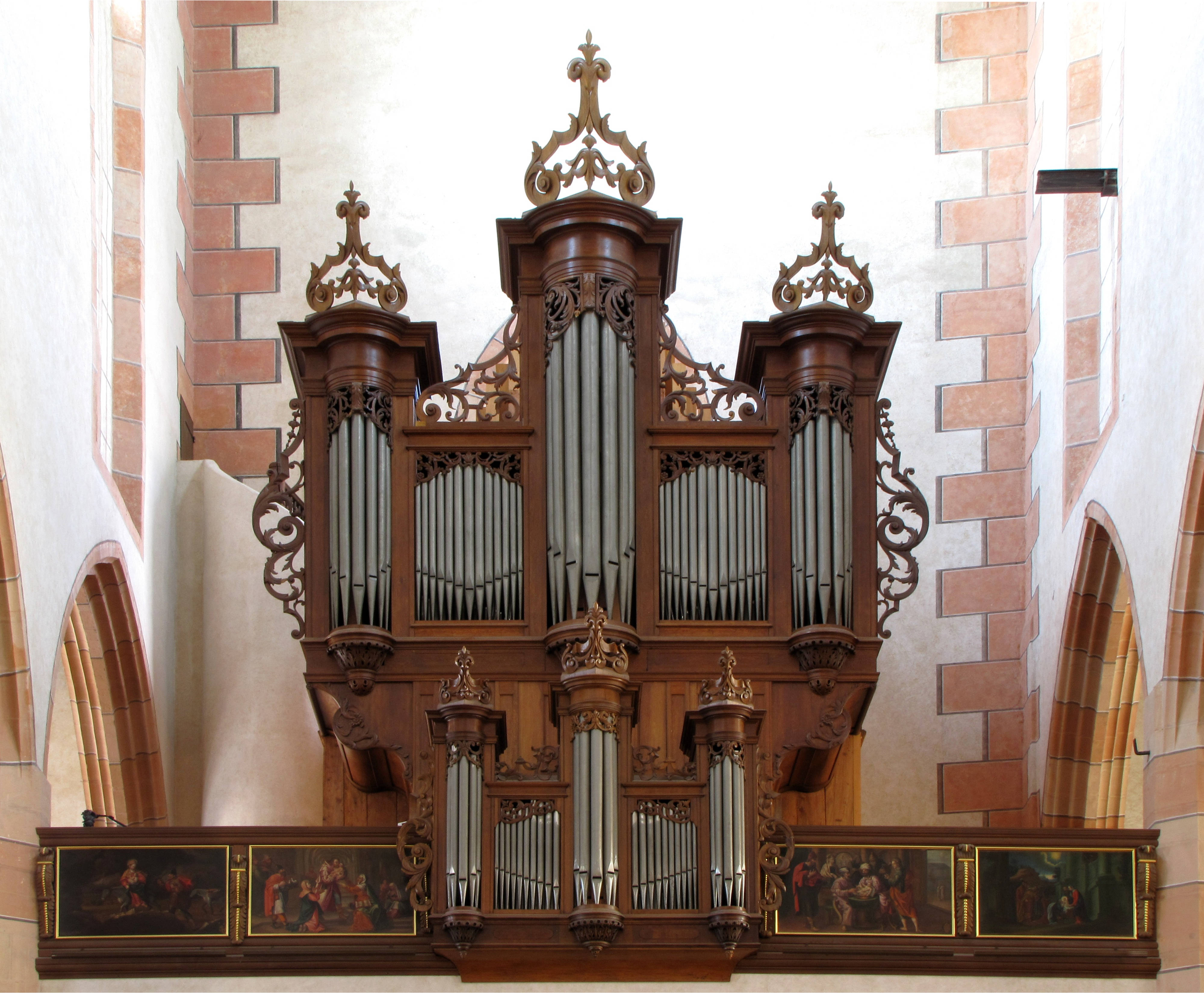
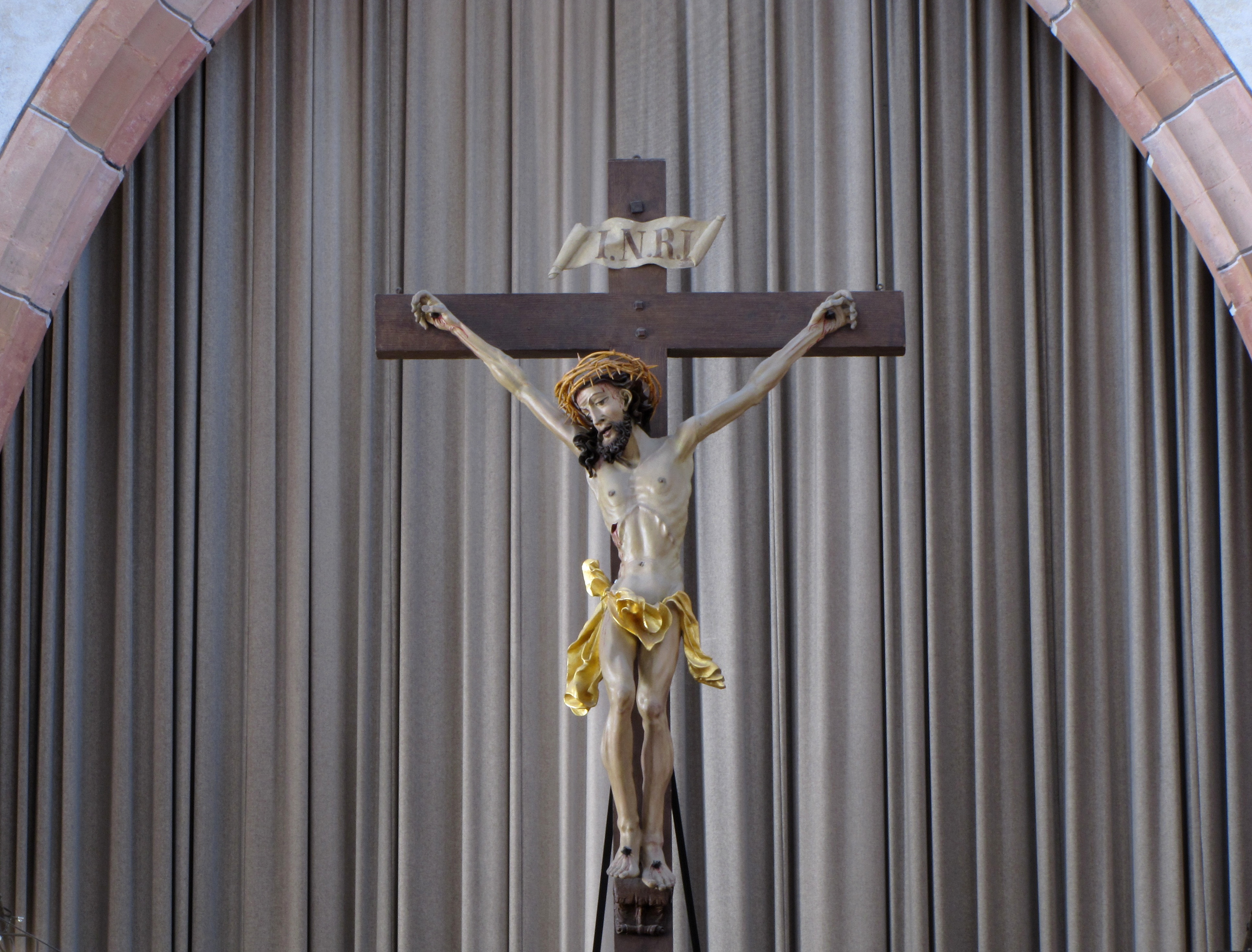
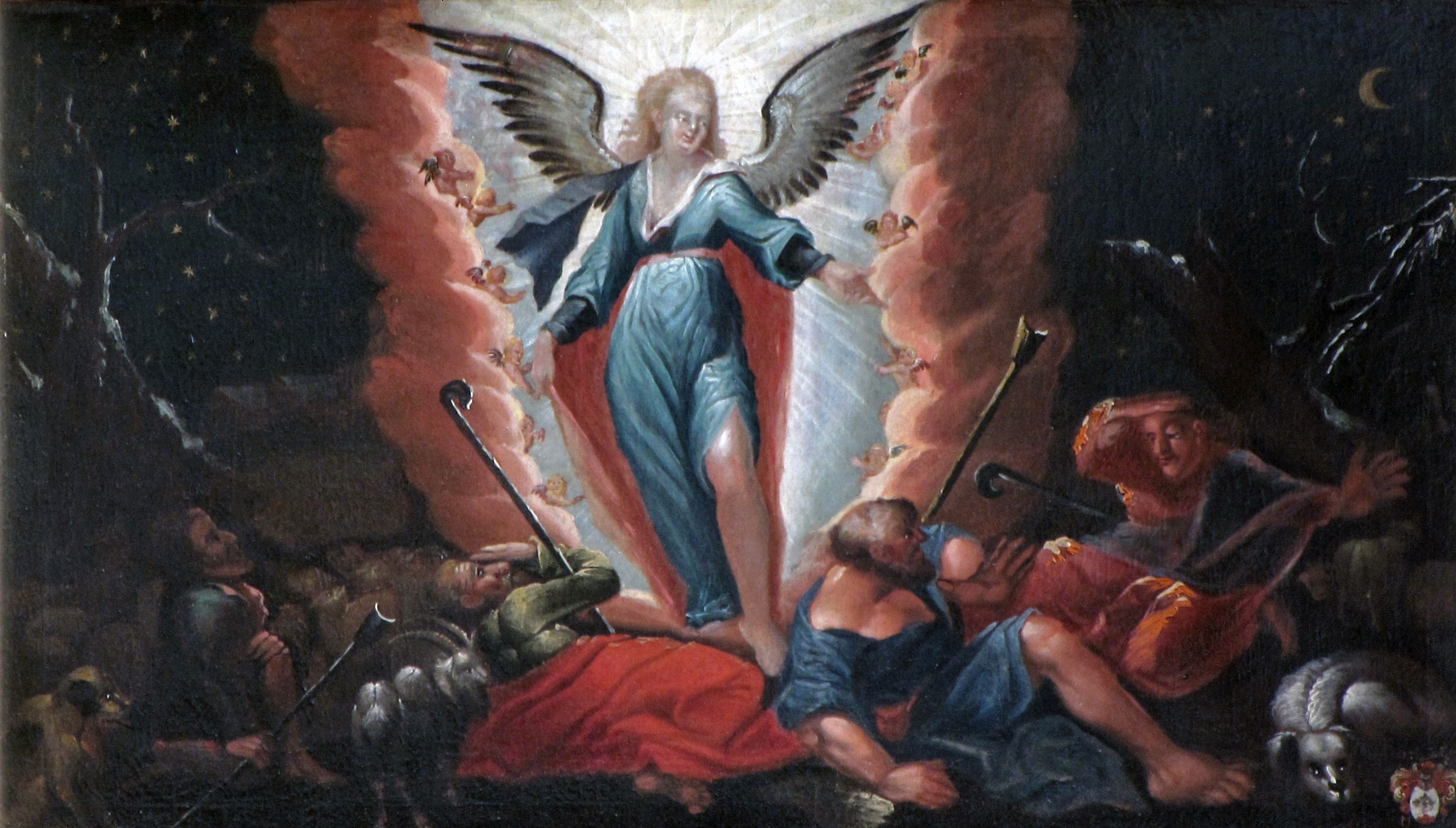
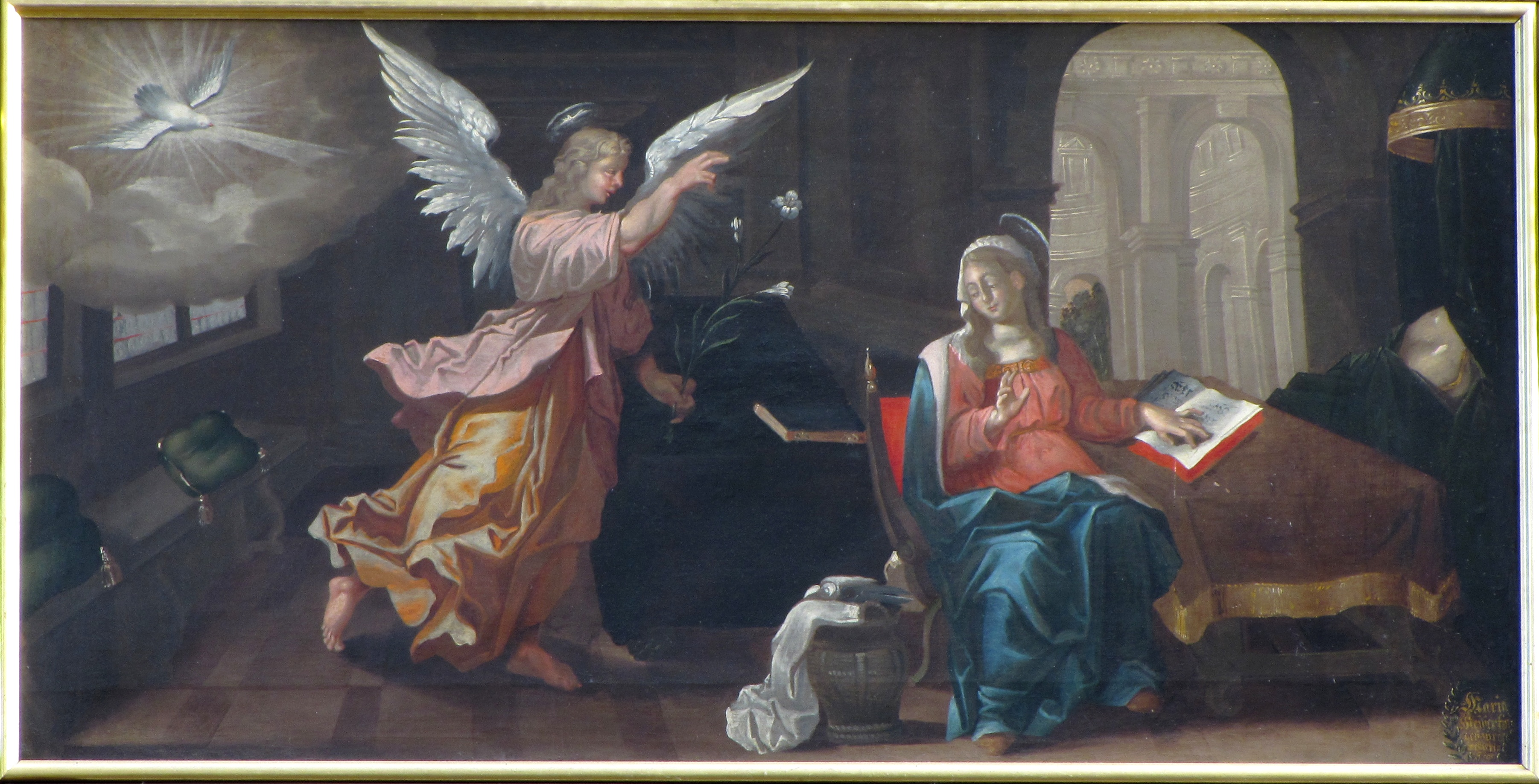
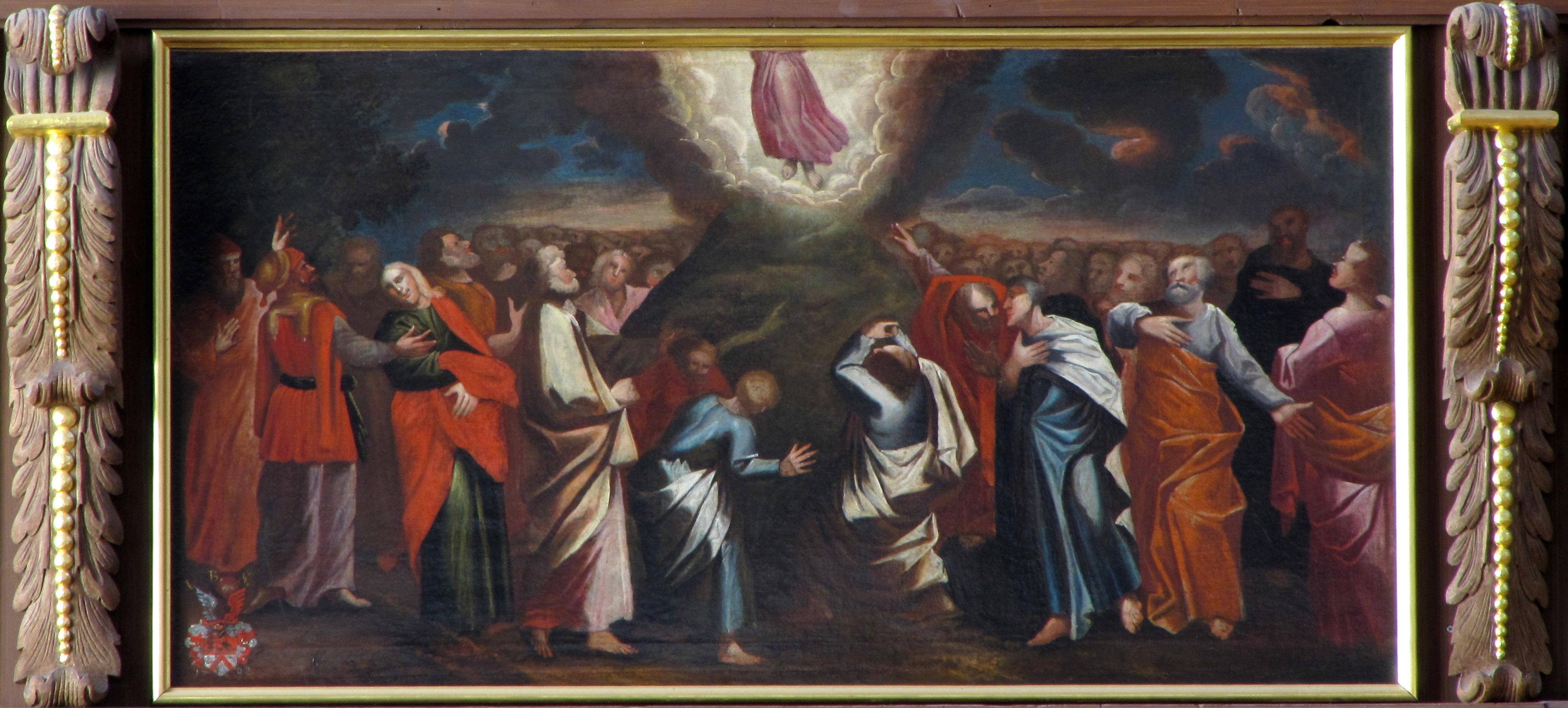
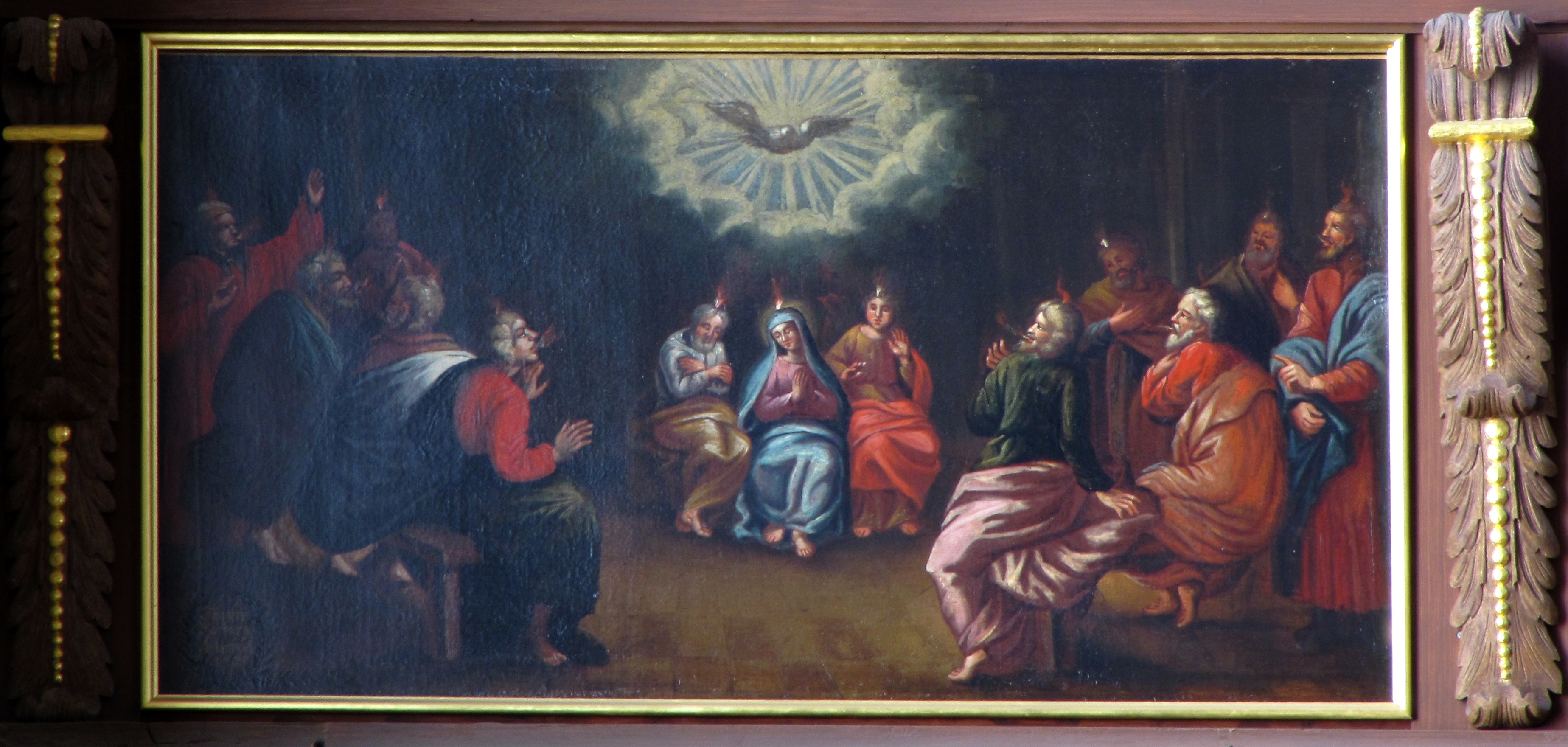
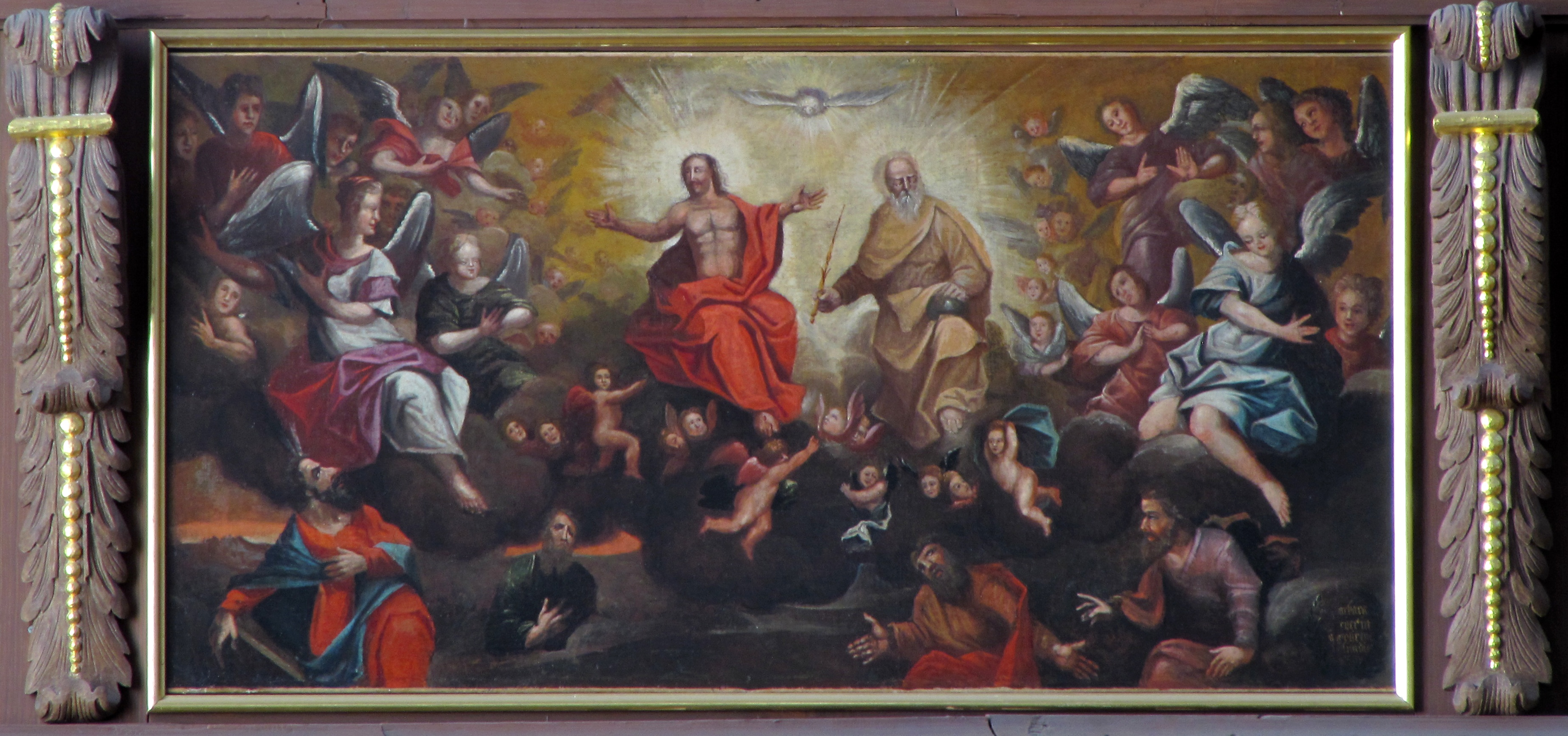
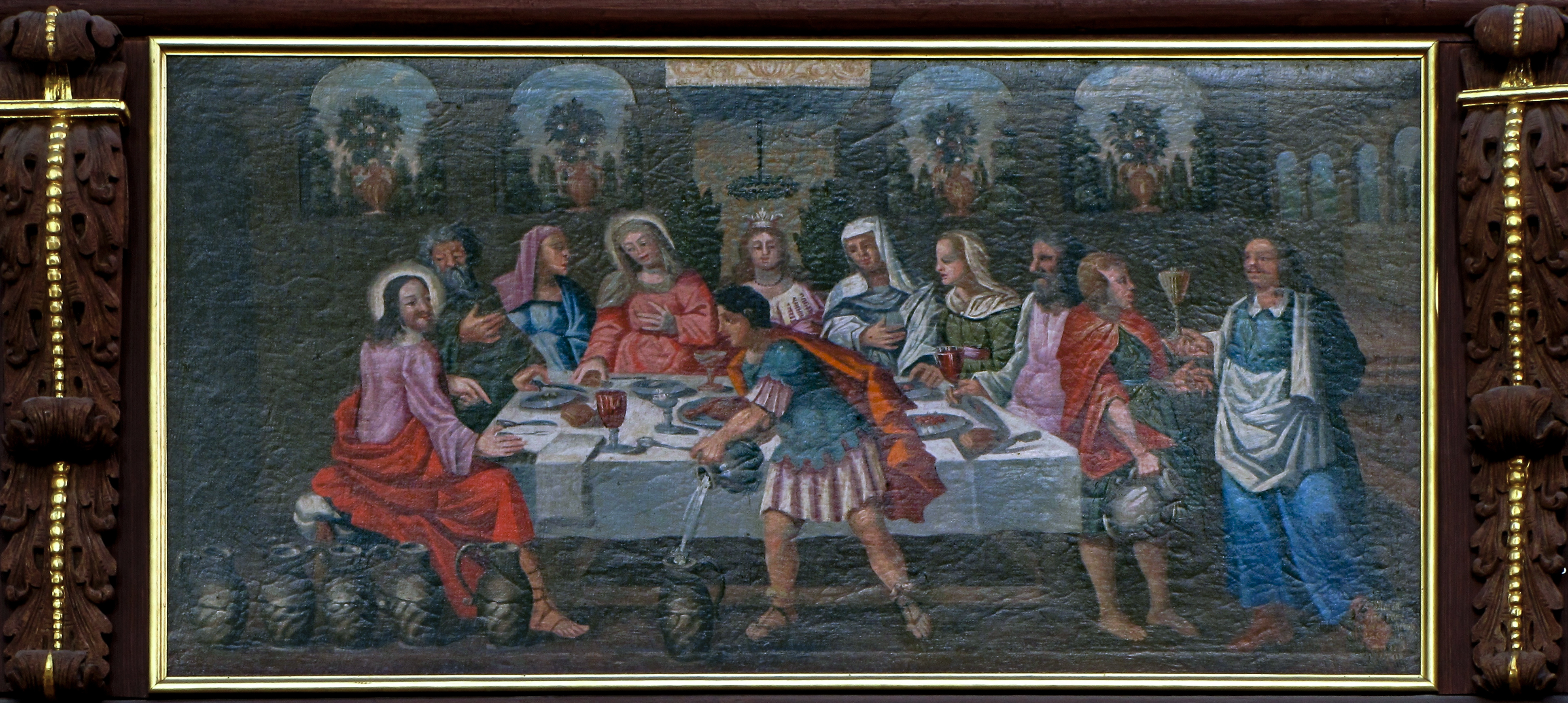
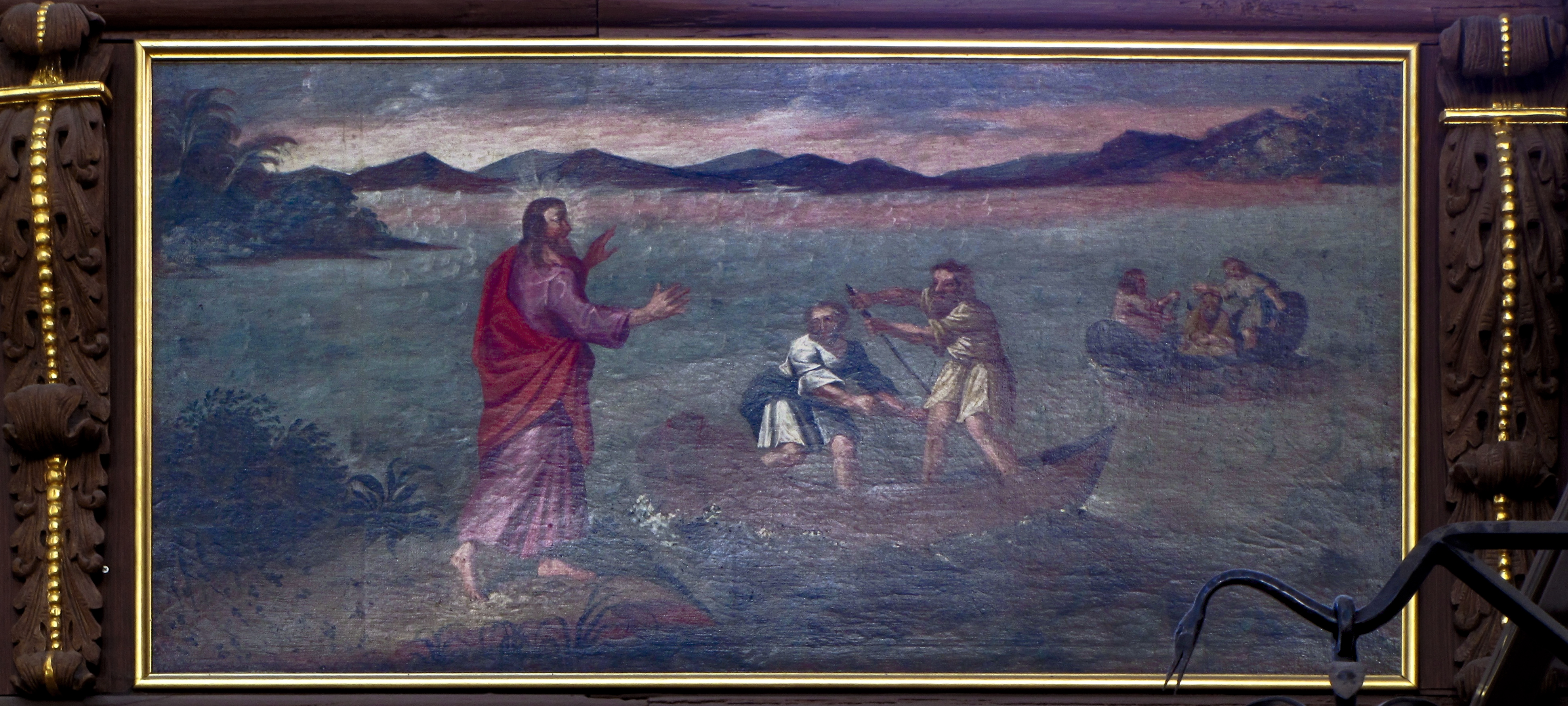
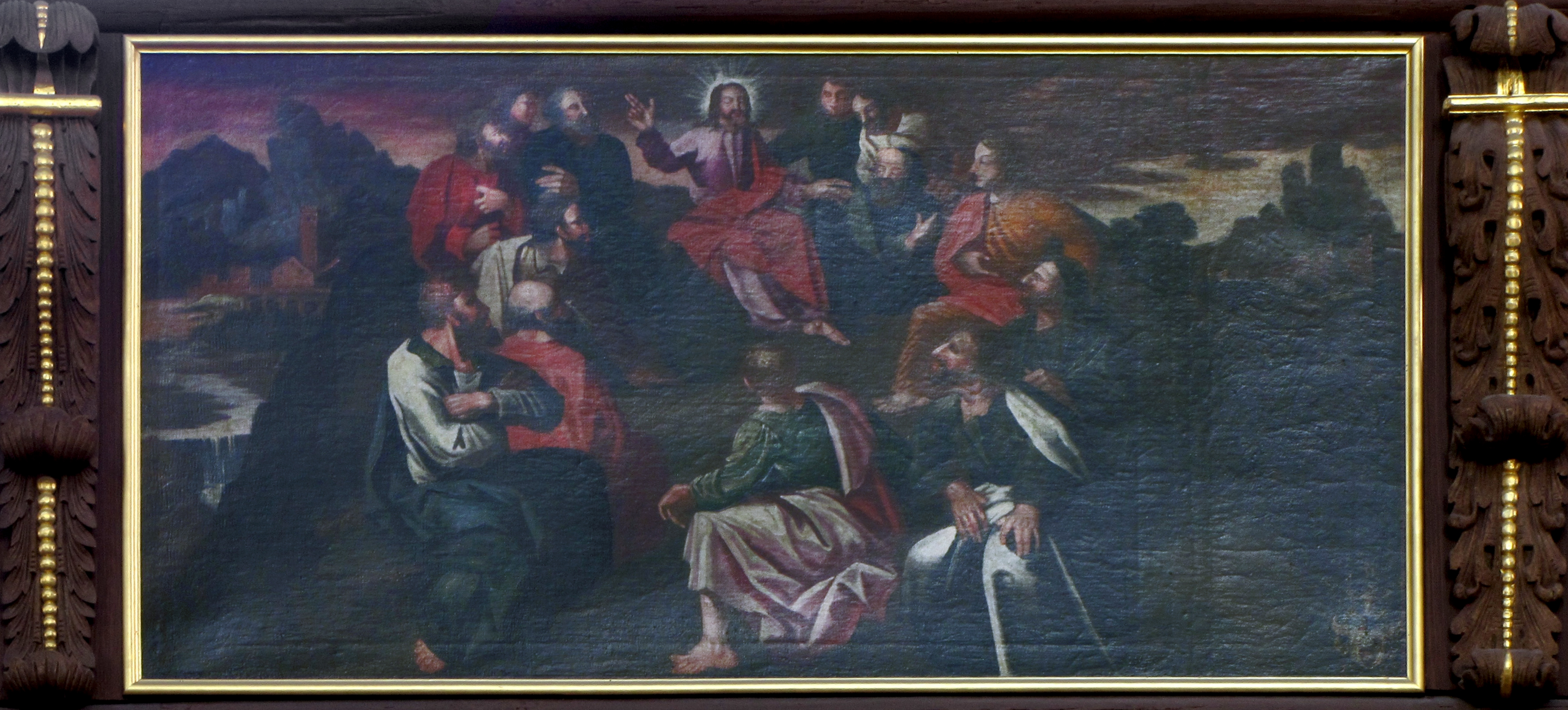
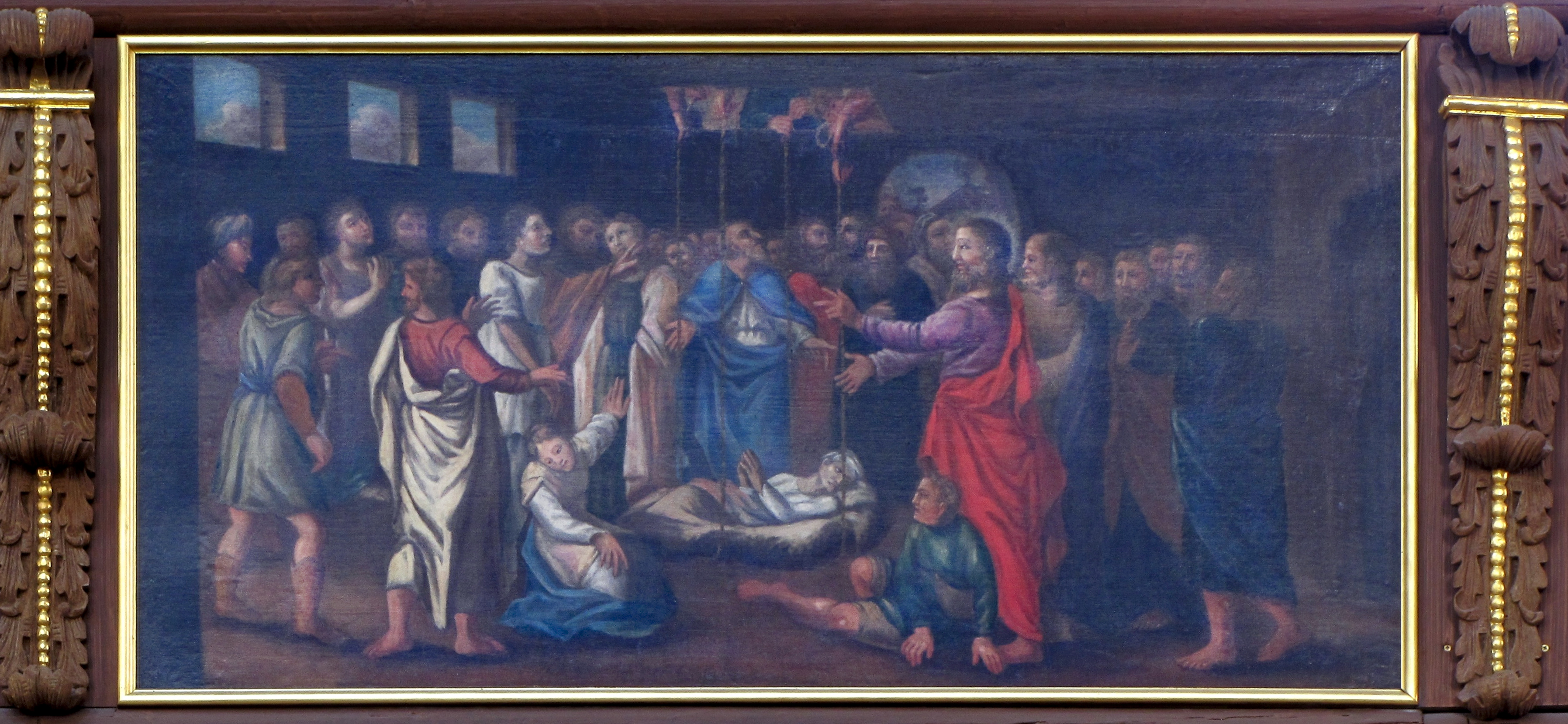
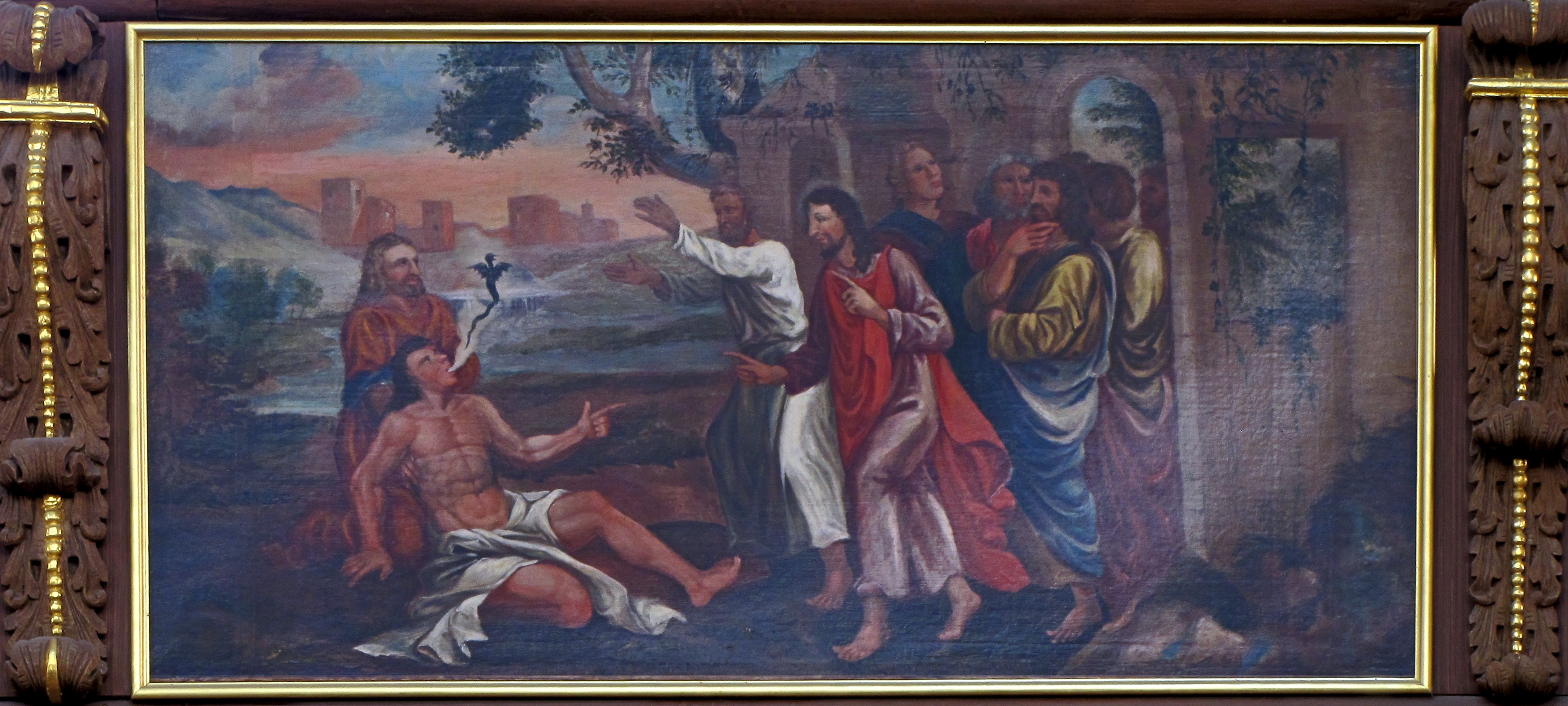
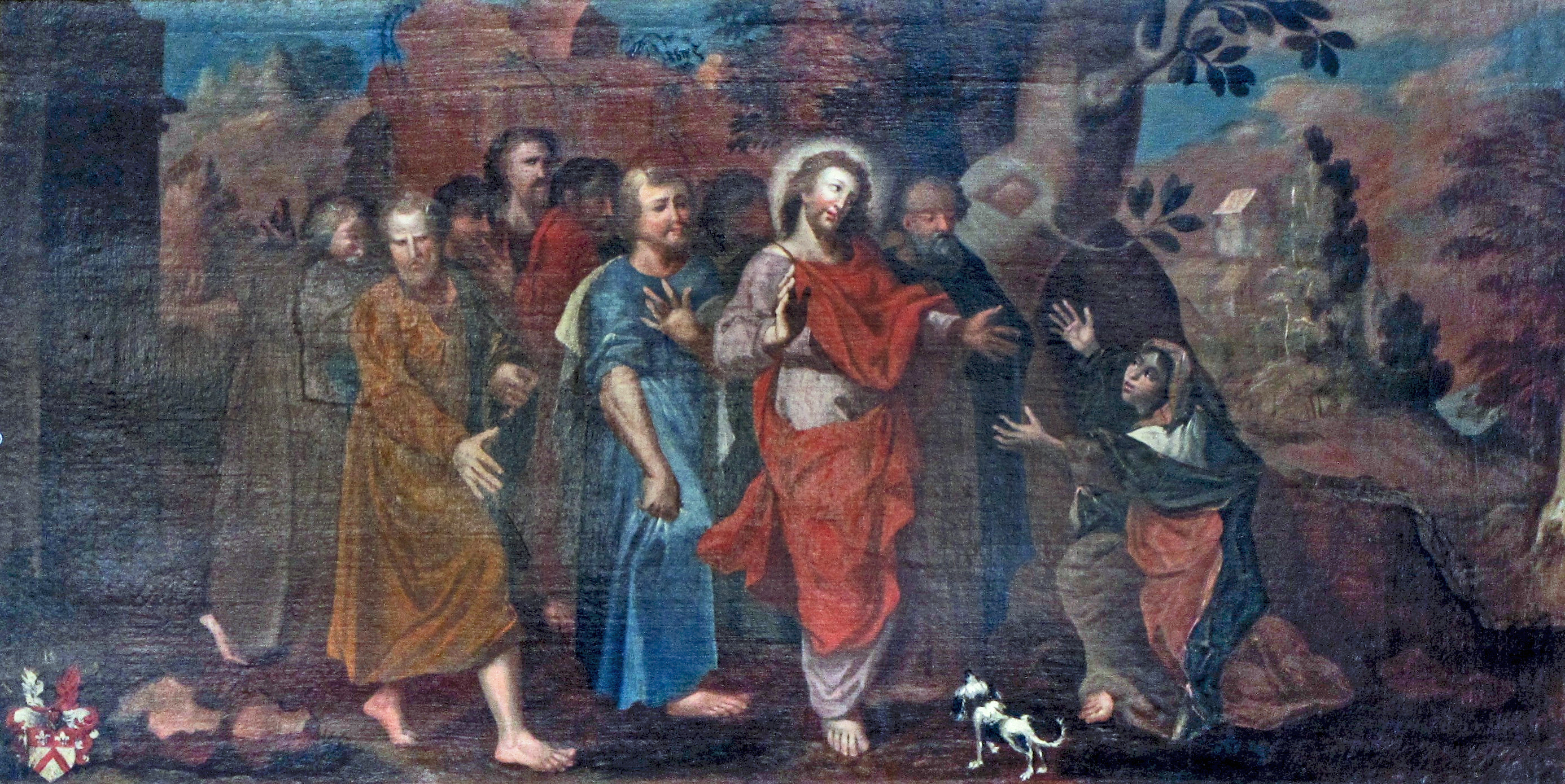
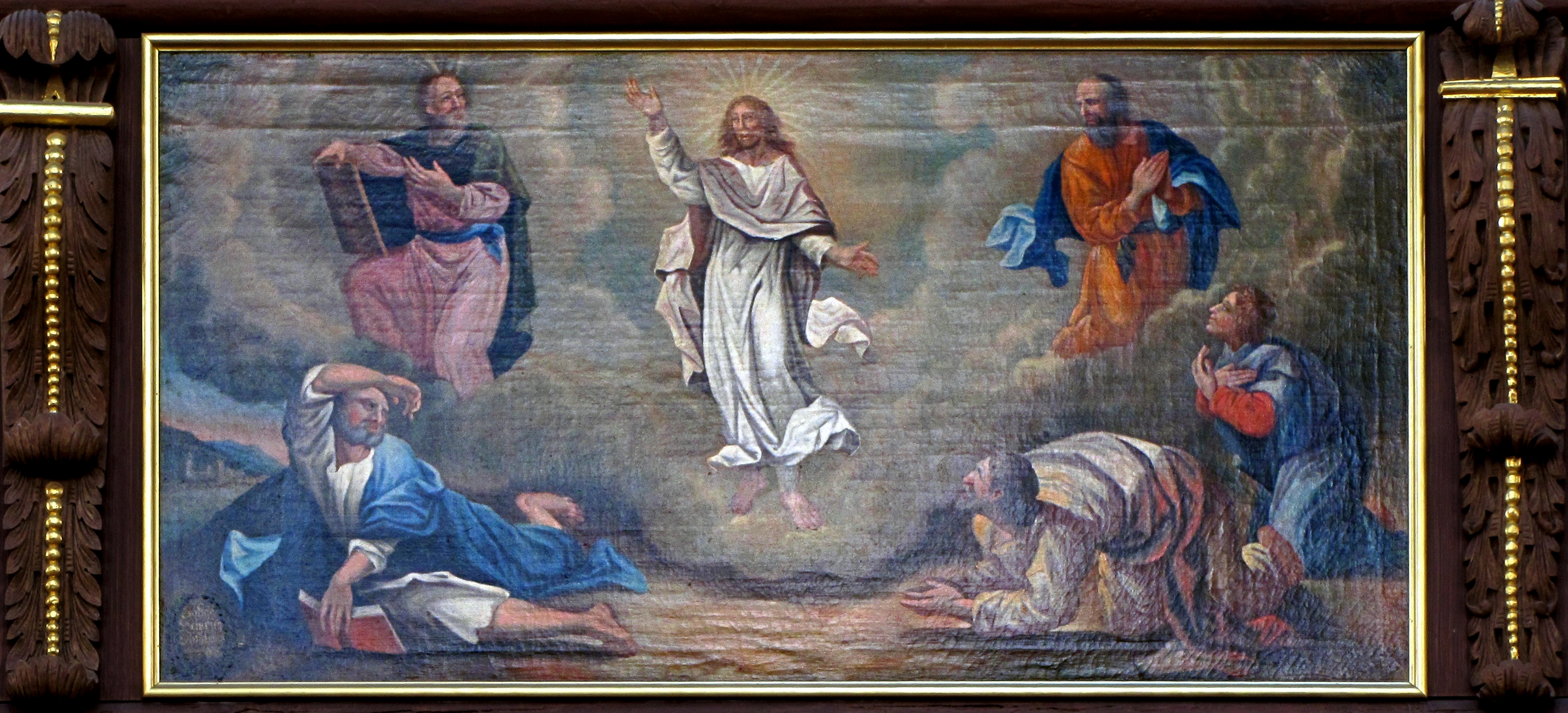
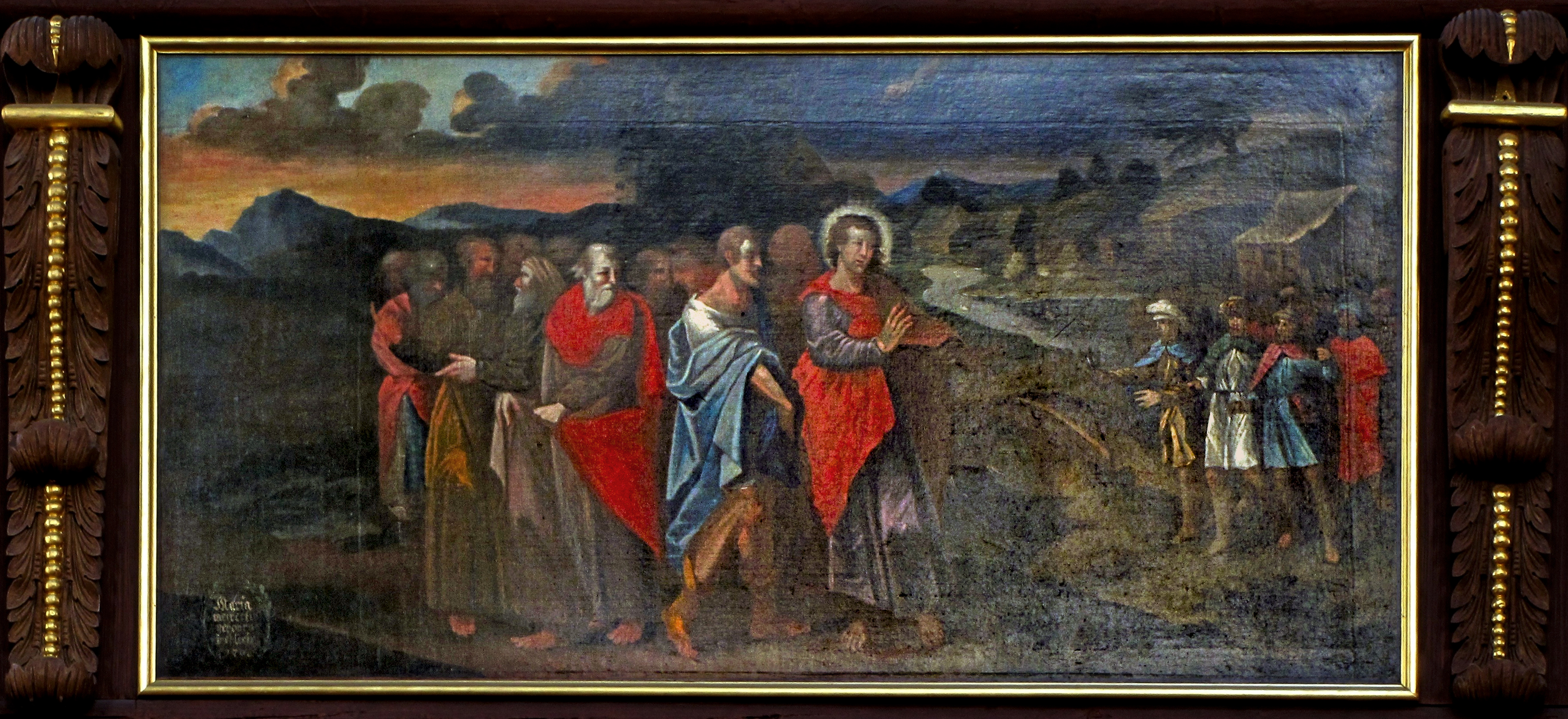
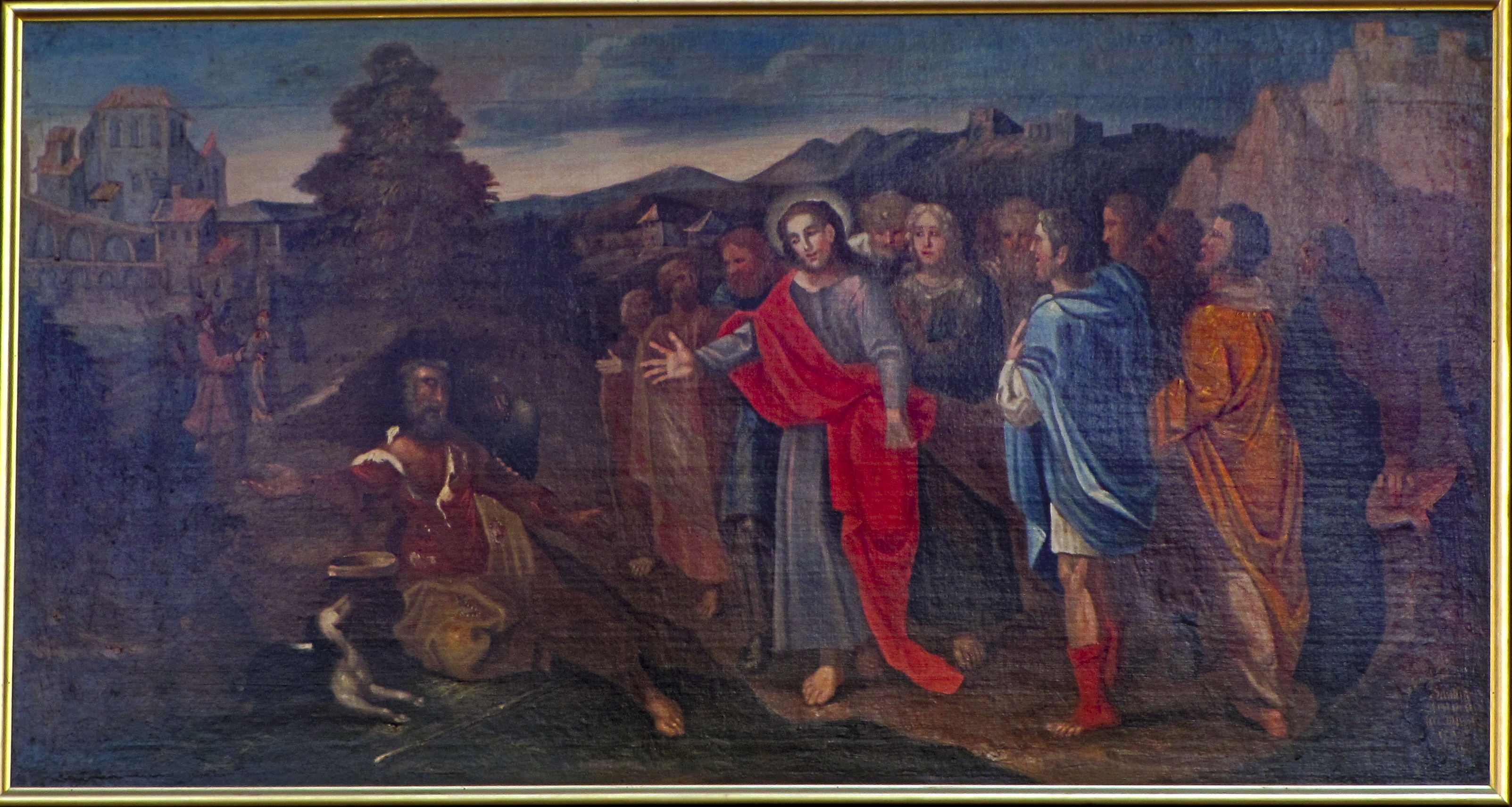